# Terratrèmol del Golf de Roses de 2015
Un terratrèmol de magnitud 4.3 {\displaystyle M_{\mathrm {w} }} es va produir al Golf de Roses, a Catalunya, el 29 d'octubre de 2015 a les 01:37 hora local. L'epicentre es va situar al mateix Golf, prop del Cap de Norfeu. El moviment es va poder percebre en diverses localitats de la província de Girona, així com en algunes comarques de Barcelona. Aquella nit el telèfon d'emergències de Catalunya va rebre al voltant de 200 trucades en relació amb el sisme per part de particulars que n'havien percebut els efectes, essent la majoria de Girona (75), Barcelona (41) i Roses.
Tot i que en un primer moment es va anunciar que la intensitat del terratrèmol havia estat de 3.9 {\displaystyle M_{\mathrm {w} }}, finalment l'Institut Cartogràfic i Geològic de Catalunya va elevar-lo a 4.3, a més de precisar que s'havia produït a 9 quilòmetres de profunditat, i que s'havien produït set rèpliques de menor intensitat. Tot i la distància des de la que es va poder sentir, no es van produir danys materials.